# 布拉德·夏利戴爾
布拉德·夏利戴爾（英語：Brad Halliday；1995年7月10日—）是一位英格蘭足球運動員。在場上的位置是中場。他現在效力於英乙球隊布拉德福德。

## 外部連結
- 足球数据库：布拉德·夏利戴爾的球员统计数据